# Mariza Peirano
Mariza Gomes e Souza Peirano (Muriaé, 30 de janeiro de 1942) é uma antropóloga brasileira, professora titular aposentada e professora emérita do Departamento de Antropologia da Universidade de Brasília (UnB) e comendadora da Ordem Nacional do Mérito Científico. 

## Vida
Mariza nasceu em Muriaé, Minas Gerais, em 1942. Seu pai, Moacyr Gomes e Souza, era engenheiro civil e de minas, sua mãe, Lycia Almeida Gomes e Souza, era filha de fazendeiros locais e a família se deslocava com frequência. Depois do casamento, o casal se mudou para o Rio Grande do Sul, onde ele construiu algumas estradas do estado, seguindo depois para o Rio de Janeiro. Mariza é a mais velha, tendo dois irmãos mais novos.
No Rio de Janeiro Mariza morou dos oito anos até ingressar na Universidade de Brasília. Seu pai já trabalhava na cidade, voltando para casa aos finais de semana. Em um primeiro momento, Mariza pensou em cursar arquitetura e morou um ano na casa da avó, em Belo Horizonte, onde havia uma faculdade de referência na área. Cursou arquitetura de 1962 e 1964, mas casou-se com um professor e se mudou até se fixar no Rio de Janeiro, onde ingressou no curso de Ciências Sociais da Universidade Federal do Rio de Janeiro, formando-se em 1970.
Em 1975, concluiu o Mestrado em Antropologia Social na Universidade de Brasília, realizando um estudo numa comunidade na costa do Ceará. Sua dissertação, Proibição Alimentares numa Comunidade de Pescadores, foi orientada por Alcida Rita Ramos. Em 1980, Mariza Peirano conclui doutorado em antropologia na Universidade de Harvard. Sua tese de doutorado, The anthropology of Anthropology: the brazilian case, foi orientada por David Maybury-Lewis.
No mesmo ano, entrou no Departamento de Antropologia da Universidade de Brasília, permanecendo no quadro de servidores até o ano de 2009. Durante sua trajetória, orientou sete teses de doutorado e seis dissertações de mestrado. Durante os anos de 1996 a 1998, foi vice-presidente da Associação Brasileira de Antropologia (ABA).

## Realizações

### Antropologia da antropologia
Mariza Peirano é reconhecida principalmente pelas suas reflexões sobre teoria antropológica, discussão iniciada durante o doutorado. Partindo dos pressupostos de que a antropologia é um fenômeno social, sua pesquisa procurou compreender as idiossincrasias que caracterizavam o processo de desenvolvimento da disciplina no Brasil.
| “ | Parto do pressuposto de que 1) a força do antropólogo está embutida em sua própria configuração sócio-cultural e 2) dado que o desenvolvimento da antropologia coincidiu com a formação dos Estados-nação europeus, a ideologia da nacionalidade é um parâmetro poderoso para a caracterização do ciências sociais em qualquer país em particular. | ” |

Assim, tendo como "nativos" alguns mestres fundadores das ciências sociais no Brasil, como Florestan Fernandes, Antônio Cândido, Darcy Ribeiro e Roberto Cardoso de Oliveira, Mariza Peirano sugeriu que os processos de construção do estado nacional (state building) foram primordiais para as temáticas e perspectivas teóricas da comunidade de antropólogos. Os antropólogos brasileiros, majoritariamente vindos da classe média urbana e relacionados com os centros intelectuais da América do Norte e Europa, buscaram o “outro” interno ao Brasil: indígenas, camponeses, negros e classes urbanas de baixa renda. Por buscar pela compreensão dos outros como parte da nação, Mariza argumenta que isto justificaria a utilização incipiente das perspectivas marxistas na antropologia feita no Brasil.
Durante a década de 1980, Mariza Peirano continuou pesquisando as idiossincrasias da antropologia brasileira, fazendo estudos comparativos com outras tradições nacionais. O livro Uma antropologia no plural é um conjunto de artigos que procura, a partir de uma perspectiva comparativa entre a comunidade de antropólogos de Brasil, Índia e Estados Unidos, entender como os contextos sociais influenciam a teoria antropológica. A pretensão por fazer uma antropologia da antropologia fez com que Mariza Peirano comparasse a relação entre os antropólogos a um sistema de linhagens.

### Uma política da teoria antropológica
Mariza Peirano produziu diversos textos em favor do método etnográfico como a excelência da disciplina da antropologia, sendo o livro “A favor da etnografia” exemplar neste sentido. Mostrando que a pesquisa de campo atualiza a teoria acumulada, refinando os conceitos da disciplina , Mariza sugere que, por mais artesanal que a pesquisa de campo pareça, ela consegue ser potente para desafiar os conceitos da teoria social: 
| “ | Se é verdade que técnica e teoria não podem ser desvinculadas, no caso da antropologia a pesquisa etnográfica é o meio pelo qual a teoria antropológica se desenvolve e se sofistica, quando desafia os conceitos estabelecidos pelo confronto que se dá entre i) a teoria e o senso comum que o pesquisador leva para o campo e ii) a observação entre os nativos que estuda. Assim, para utilizar Evans-Pritchard como exemplo paradigmático, não há teoria (antropológica) de Evans-Pritchard, mas a teoria sobre bruxaria que nasceu do confronto entre i) a bagagem intelectual européia de Evans-Pritchard (incluindo aí seus conhecimentos antropológicos e o conceito folk-europeu de bruxaria) e ii) o interesse dos Azande em explicar seus infortúnios. | ” |

Por observar como os dados etnográficos são fundamentais para o desenvolvimento teórico, Mariza Peirano defendeu que a formação de um antropólogo deve ser feita com a leitura de monografias completas, não apenas centrando-se em capítulos tidos como “teóricos”: 
| “ | Cursos de teoria antropológica são, por definição, árduos e longos e incluem, necessariamente, a leitura de monografias clássicas na sua totalidade. Se é verdade que o estilo etnográfico contém em si mesmo elementos teórico-metodológicos, são as monografias, construídas dentre inúmeras possibilidades, que deixam transparecer o percurso intelectual do pesquisador, que permitem situá-lo em determinado contexto disciplinar e, mais importante, fazem justiça ao autor porque, dando a ele a palavra, permitem eventualmente ‘redescobrir’ nele uma riqueza inesperada. Em outras palavras, meros trechos de monografias não bastam. | ” |

A riqueza dos dados etnográficos, inclusive, teria como desdobramentos a possibilidade dos antropólogos reinterpretarem e darem outros sentidos, como a sua reinterpretação da simbologia das árvores Ndembu, etnografadas por Victor Turner.

### Antropologia da política e dos rituais
Em sua produção mais recente, inspirada por antropólogos como Stanley Jeyaraja Tambiah, Charles Peirce, e Roman Jakobson, Mariza Peirano pautou sua discussão sobre a análise de rituais, por ver eventos em que a ação social é estruturada. Com esta pauta, Mariza Peirano se envolveu no Núcleo de Antropologia da Política (NUAP), tanto no papel de pesquisadora como de orientadora. Seu projeto de pesquisa mais recente busca compreender os sentidos dados aos documentos e suas representações no mundo mediado por estados nações.

## Prêmios
- 2015 - Prêmio de Excelência Acadêmica Gilberto Velho. Associação Nacional de Programas de Pós-Graduação em Ciências Sociais (ANPOCS).
- 2014 - Medalha Roquette Pinto de Contribuição à Antropologia Brasileira, Associação Brasileira de Antropologia.
- 2000 - Comenda da Ordem Nacional do Mérito Científico, Presidência da República.

## Escritos

### Livros e coletâneas
- A Teoria Vivida e Outros Ensaios de Antropologia. Rio de Janeiro: Jorge Zahar Editor, 2006. 197 p. ISBN 978-8571109414
- Rituais Ontem e Hoje. Rio de Janeiro: Jorge Zahar Editora, 2003. 60p. ISBN 978-8571107281
- O Dito e o Feito. Ensaios de Antropologia dos Rituais (org.). 1. ed. Rio de Janeiro: Relume Dumará, 2001. 228p. ISBN 978-8573162684
- A Favor da Etnografia. Rio de Janeiro: Relume Dumará, 1995. 180p. ISBN 978-8573160420
- Uma Antropologia no Plural. Tres Experiências Contemporâneas. Brasília: Editora da UnB, 1992. 265p. ISBN 978-8523003111